# Копильники
Копильники (рос. Копыльники) — присілок Велізького району Смоленської області Росії. Входить до складу Погорєльського сільського поселення.
Населення — 27 осіб (2007 рік). 